# サパス山
サパス山（サパスさん、サパス火山、英: Sapas Mons）は、金星の火山。

## 概要
探査機マゼランの計測によれば、サパス山の高さは約1.5kmで裾野の直径は約400kmとされている。